# 1899 Crommelin
1899 Crommelin è un asteroide della fascia principale. Scoperto nel 1971 da Luboš Kohoutek, presenta un'orbita caratterizzata da un semiasse maggiore pari a 2,2647388 UA e da un'eccentricità di 0,1062756, inclinata di 7,28299° rispetto all'eclittica.
È stato così nominato in onore dell'astronomo britannico Andrew Crommelin.